# Jatutów
Jatutów (prononciation [ jaˈtutuf]) est un village de la gmina de Zamość, du powiat de Zamość, dans la voïvodie de Lublin, situé dans l'est de la Pologne.
Il se situe à environ 10 kilomètres au nord-est de Zamość (siège de la gmina et du powiat) et 67 kilomètres au sud-est de Lublin (capitale de la voïvodie).
6 kilometres (4 mi) south-east of Zamość and 81 km (50 mi) south-east of the regional capital Lublin.[1]

## Administration
De 1975 à 1998, le village est attaché administrativement à l'ancienne voïvodie de Zamość.

Depuis 1999, il fait partie de la nouvelle voïvodie de Lublin.